# Нижнеторейское сельское поселение
Се́льское поселе́ние «Нижнеторейское» (бур. Доодо Ториин hомон) — муниципальное образование в Джидинском районе Бурятии Российской Федерации.
Административный центр — село Нижний Торей.

## История
Статус и границы сельского поселения установлены Законом Республики Бурятия от 31 декабря 2004 года № 985-III «Об установлении границ, образовании и наделении статусом муниципальных образований в Республике Бурятия»

## Население
| 2002  | 2011  | 2012  | 2013  | 2014  | 2015  | 2016  |
| ----- | ----- | ----- | ----- | ----- | ----- | ----- |
| 2114  | ↘1638 | ↘1594 | ↘1568 | ↘1505 | ↘1473 | ↘1421 |
| 2017  | 2018  | 2019  | 2020  | 2021  | 2023  | 2024  |
| ↘1381 | ↘1339 | ↘1280 | ↘1247 | ↘1119 | ↘1107 | ↘1080 |

## Состав сельского поселения
| № | Населённый пункт | Тип населённого пункта       | Население |
| - | ---------------- | ---------------------------- | --------- |
| 1 | Нижний Торей     | село, административный центр | ↘1251     |
| 2 | Подхулдочи       | село                         | ↗9        |
| 3 | Хулдат           | село                         | ↘142      |
| 4 | Шартыкей         | село                         | ↘234      |